# シートジョイ
シートジョイ（SEAT JOY）は、静岡県浜松市中央区に本社を置く企業。オートバイのシートに関する様々な開発や一般向け加工サービス・販売を主力としている他、各メーカーのレース専用車のシート開発も手掛けている。設立当初は、国内オートバイメーカーや4輪自動車メーカーのシート開発に携わっていた。
オートバイ用シートのチューニングでは、先駆者的な存在で、シート加工を中心に扱う店舗は数多く存在するが、特に乗り易さ扱い易さに拘っている珍しい会社である。
オートバイジャーナリストによるオートバイ雑誌での取材の他、一般向け情報誌への掲載等、その情報発信力と顧客からの定評が高い。

## 国内拠点
- 本社／工場 - 有限会社シートジョイ　静岡県浜松市中央区

## 沿革
- 1970年代後半 - 代表取締役の秋田隆志が、(株)東京シート(現在のテイ・エス テック)勤務時代に北米拠点設立に伴い開発スタッフとして渡米する。主にAMAスーパーバイクシリーズで活躍していたエディ・ローソン、フレディ・スペンサー、ジェフ・ワード等のレース用シートを手掛け、機能パーツとしてシートチューニングのノウハウを蓄積。
- 1980年代前半 - 秋田隆志が(株)東京シート北米ロサンゼルスR&Dから帰国後同社を退職。その後、(有)シートジョイを設立し、現在に至る。
- 2018年 - 2月15日 代表取締役の秋田隆志が急病のため永眠。これに伴い有限会社シートジョイも解散・清算。既存業務は「SEAT JOY SECOND」が引き継ぎ。